# Nikołaj Kaduszkin
Nikołaj Aleksiejewicz Kaduszkin, ros. Николай Алексеевич Кадушкин (ur. 25 grudnia 1890 r. w stanicy Sliepcowskaja w Rosji, zm. 19 lutego 1967 r. w Nowym Jorku) – rosyjski wojskowy (pułkownik), biały emigrant.
Jego rodzina przeniosła się znad Tereku na Kubań. Nikołaj A. Kaduszkin ukończył korpus kadetów w Woroneżu, zaś w 1909 r. nikołajewską szkołę kawaleryjską. Służył jako chorąży w 1 pułku kawalerii Kozaków kubańskich. Brał udział w I wojnie światowej. Walczył na froncie tureckim. W 1915 r. ukończył kurs sztabowy w nikołajewskiej akademii sztabu generalnego, awansując do stopnia pułkownika. Służył w sztabie generalnym armii rosyjskiej. Po rewolucji bolszewickiej w październiku 1917 r., powrócił na Kubań, gdzie przystąpił do białych. Służył w sztabie okręgu łabińskiego, a następnie sztabie Wojska Kozaków kubańskich. W listopadzie 1920 r. wraz z resztkami wojsk białych ewakuował się z Krymu do Gallipoli. Wkrótce wyjechał do USA, gdzie pracował m.in. jako muzyk i kierowca taksówki. Zmarł w 1967 r. jako bezdomny. Jego bratem był płk Piotr A. Kaduszkin.